# Костюк, Александр Власович
Александр Власович Костюк (укр. Олександр Власович Костюк; род. 1 ноября 1940 года, с. Карпиловка Ровенской области Украинской ССР) — советский и украинский политический деятель, бывший народный депутат Украины.

## Биография
Родился 1 ноября 1940 года в селе Карпиловка Ровенской области в крестьянской семье.
Окончил Ивано-Франковский медицинский институт.
С 1957 года учился в Ровенском медицинском училище.
С 1959 года проходил службу в армии, после возвращения из армии окончил Ивано-Франковский медицинский институт, затем с 1968 года работал врачом-травматологом, заведующим травматологическим отделением Дубровицкой центральной районной больницы.
В 1990 году в ходе первых альтернативных парламентских выборов в Украинской ССР был выдвинут кандидатом в народные депутаты избирателями Дубровицкого района, 4 марта 1990 года в первом туре был избран народным депутатом Верховного совета Украинской ССР XII созыва (в дальнейшем — Верховной рады Украины I созыва) от Дубровицкого избирательного округа № 337 Ровенской области, набрал 57,81 % голосов среди 4 кандидатов. В парламенте являлся заместителем председателя Комиссии по вопросам здоровья человека, входил в «Народную Раду». Депутатские полномочия истекли 10 мая 1994 года.
С 1994 года был ведущим специалистом, начальником отдела санаторно-курортного лечения и реабилитации Главного управления организации медицинской помощи населению Министерства здравоохранения Украины.
Награждён орденом Октябрьской революции, орденом «Знак Почета», орденом «За заслуги» III степени (08.2011), имеет звание «Заслуженный врач Украины».
Женат, имеет двоих детей.